# Carlo Amedeo Botto
Carlo Amedeo Botto (Torino, 1639 – Torino, 1682) è stato un intagliatore e religioso italiano.

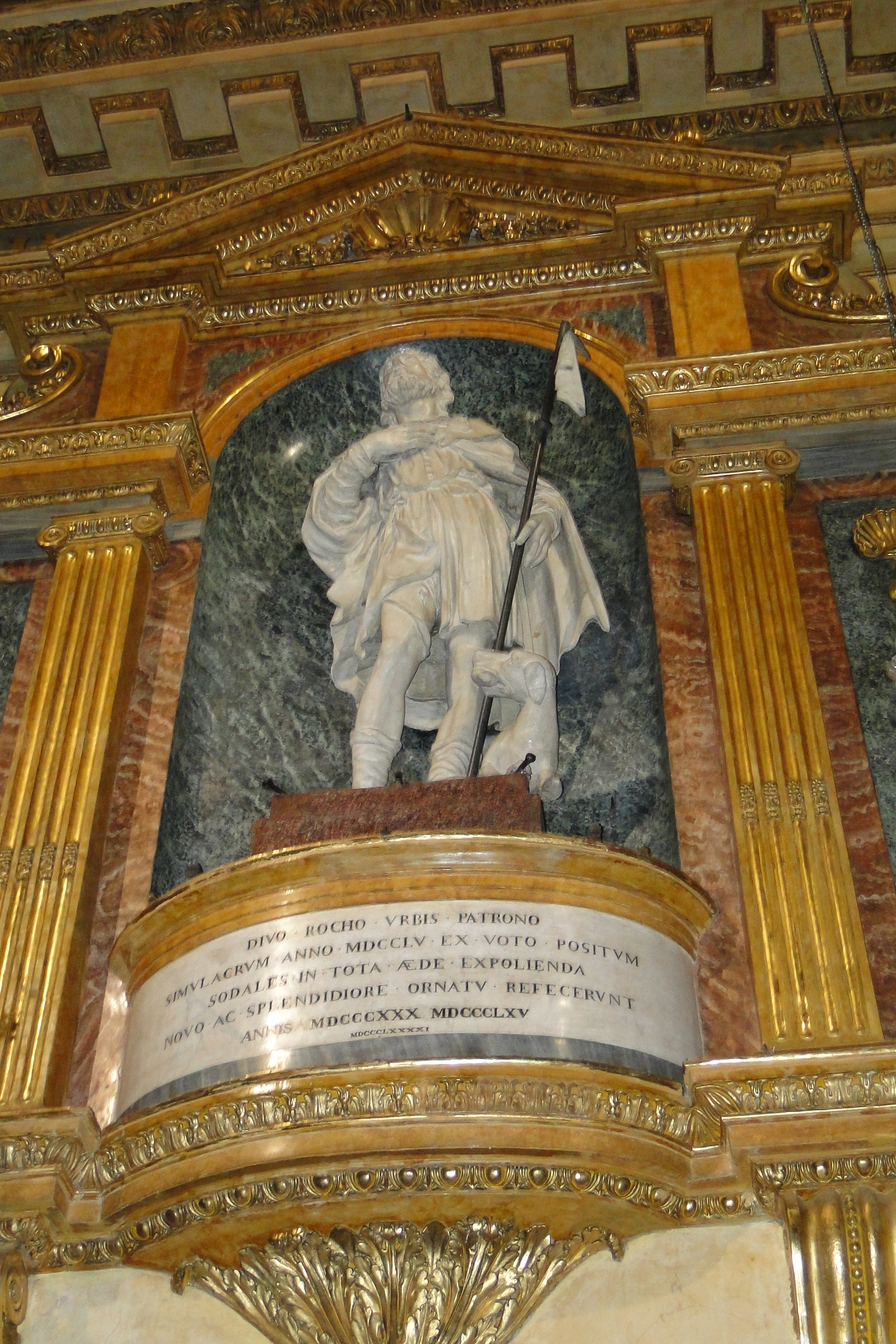
Statua lignea di san Rocco nella chiesa di san Rocco a Torino, opera di Carlo Amedeo Botto

Padre camaldolese, fu intagliatore in legno. 
Tra le sue opere si annoverano:
- gli armadi della sacrestia dell'Eremo, trasferiti poi a Torino nel Museo di Storia Naturale ed infine nella chiesa parrocchiale di Volpiano;
- una porta lignea, di stile ancora rinascimentale, unica rimasta fra quelle del castello del Valentino ed ora esposta nel Museo civico di Torino;
- la Via Crucis, con quadri ornati di cimasa, dell'Eremo di Torino
- porte scolpite per l'Eremo di Torino, delle quali solo due rimaste e presenti nella Parrocchiale di Santa Maria della Neve a Pecetto Torinese
- la cantoria dell'ingresso nella chiesa di San Lorenzo a Torino
- statue sull'altar maggiore della chiesa di San Rocco a Torino
- Statua di san Rocco, in una nicchia sugli stalli del coro nella chiesa di San Rocco a Torino